# Depilação com linha

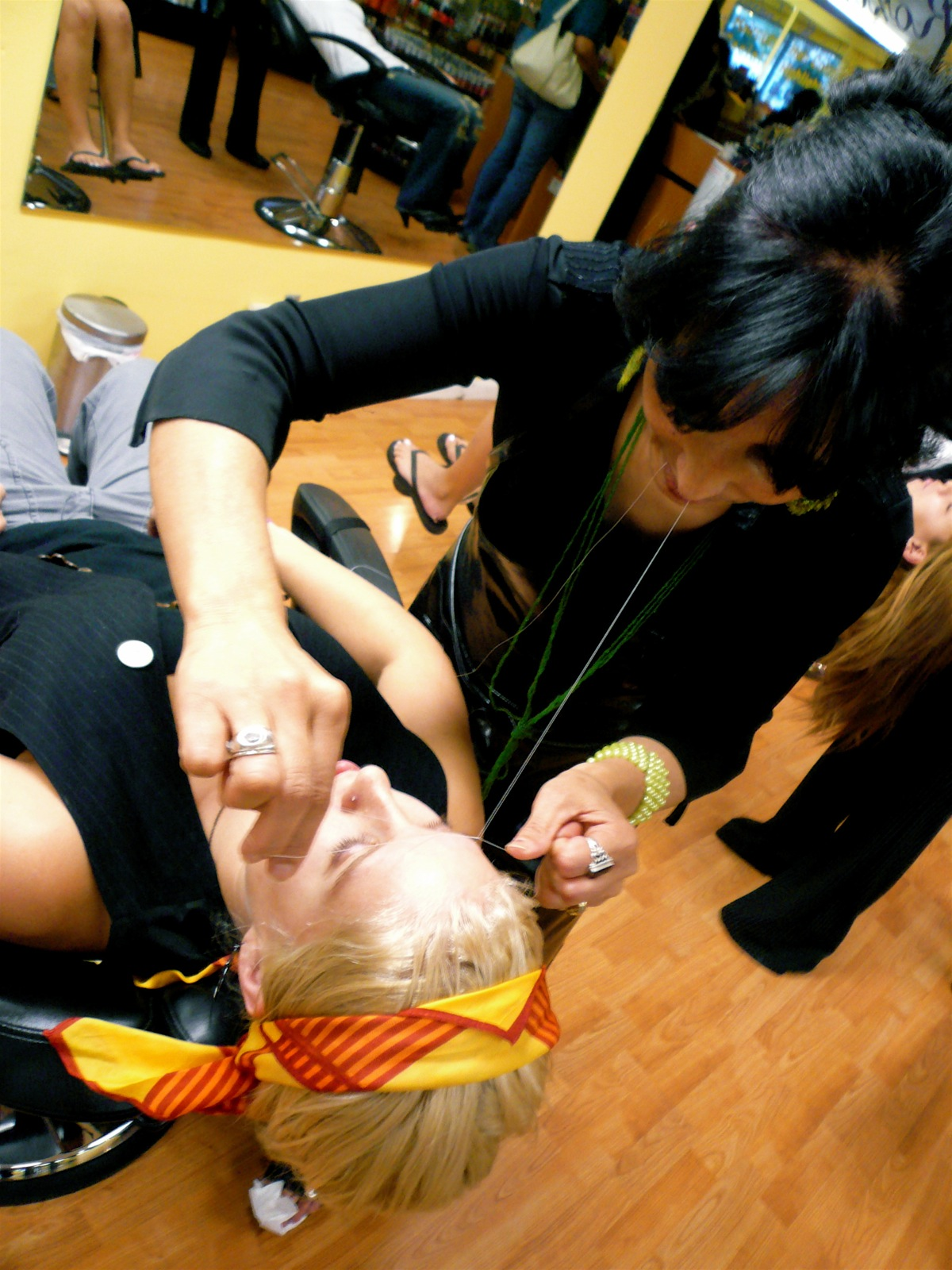
Depilação com linha.

Depilação com linha é uma técnica de depilação temporária, que consiste em apenas utilizar um fio 100% de algodão. Esse fio é torcido e enrolado com as duas mãos, inserindo a sua extremidade na boca, de forma a provocar pressão no mesmo. Desliza sobre a pele, entrelaçando o pelo com a parte do fio que se encontra enrolado, retirando-o a partir do folículo. A linha consegue remover um pequeno conjunto de pelos de uma só vez, resultando numa área totalmente depilada, muito limpa e precisa.
O threading é uma técnica muito utilizada principalmente para o rosto, uma vez que essa é uma zona bastante sensível, pois trata-se de uma técnica bastante delicada, indicada para pessoas com a pele extremamente sensível. Quando se fala de rosto, este inclui a depilação, por exemplo, do lábio superior (buço), queixo, sobrancelhas, testa, maçãs do rosto etc. É uma da melhores, que define perfeitamente as sobrancelhas, pois facilita a elevação do arco da sobrancelha e ainda altera a forma e a definição da testa, assim como a expressão facial e do olhar.

## Origem
Depilação threading ou "egípcia", trata-se de uma técnica centenária, oriunda do Médio Oriente e Sul Asiático. Praticada em muitos países como Irã, Índia, Vietnã, China e países árabes. Ao longo dos anos, tem ganhado popularidade também em países ocidentais. Entre os iranianos, era feita em todo o rosto, apenas quando uma mulher se casava ou em outras ocasiões especiais. Já na Pérsia, a sua cultura ditava que quando uma mulher era submetida a esse tipo de depilação, isso simbolizava a sua passagem para a idade adulta.

## Vantagens da técnica
- O threading é principalmente indicado para peles muito sensíveis.
- Não cria rugas, não corta, não queima.
- Não provoca reações alérgicas.
- Menos doloroso em comparação com outros métodos, como a cera quente ou fria e a pinça.
- Não surgem consequentemente borbulhas ou qualquer outro tipo de irritações após a depilação.
- Essa técnica não tem qualquer influência em alterações na pele, ou até musculares, ao contrário da cera, que dilata o músculo, fazendo-o decair.
- Quem utiliza essa técnica pode ainda constatar um notável retardamento do crescimento do pelo, após as três primeiras sessões.
- Ajuda a desencravar os pelos, uma vez que a linha, ao deslizar sobre a pele, promove o efeito de esfoliação.
- Aclara e suaviza a pele.
- Duração de 3-4 semanas ou mais, dependendo de cada pessoa.
- Ao depilar, não é retirada a camada superficial da pele nem são usados produtos químicos nocivos para a pele.
- Trata-se de um método tradicional, oferecendo mais higiene e cuidado.
- É uma excelente forma de depilar para quem pretende seguir um regime de beleza mais natural.
- Quando feito corretamente, a pele não fica vermelha muito mais do que alguns minutos após a sessão de depilação.
- Oferece um resultado perfeito para sobrancelhas, uma vez que é mais delineadora e precisa, tendo como resultado um olhar mais limpo.
- Mais rápido e fácil para modelar as sobrancelhas.

## Desvantagens da técnica
- Difícil de se fazer em si mesmo.
- Essa técnica não é muito indicada para grandes áreas de superfície de pele, pois torna-se um processo mais demorado.